# Hiyama subprefektur
Hiyama (japanska: 檜山振興局?, Hiyama-shinkō-kyoku) är ett förvaltningsområde (subprefektur) i Hokkaido prefektur i Japan. Det omfattar sju landskommuner. Landskommunerna är grupperade i fem distrikt, men dessa har ingen administrativ funktion utan fungerar i huvudsak som postadressområden.
Geografiskt består Hiyama av tre geografiskt åtskilda områden. På ön Hokkaido består Hiyama av ett nordligt och ett sydligt område. Dessutom ingår ön Okushiri i Hiyama.

## Administrativ indelning
| Namn       | Namn     | Areal (km²) | Folkmängd (2022) | Distrikt | Typ                  | Läge        |
| Romaji     | Kanji    | Areal (km²) | Folkmängd (2022) | Distrikt | Typ                  | Läge        |
| ---------- | -------- | ----------- | ---------------- | -------- | -------------------- | ----------- |
| Assabu     | 厚沢部町 | 460,58      | 3 406            | Hiyama   | Landskommun (köping) | Södra delen |
| Esashi     | 江差町   | 109,48      | 7 063            | Hiyama   | Landskommun (köping) | Södra delen |
| Imakane    | 今金町   | 568,25      | 4 794            | Setana   | Landskommun (köping) | Norra delen |
| Kaminokuni | 上ノ国町 | 547,72      | 4 060            | Hiyama   | Landskommun (köping) | Södra delen |
| Okushiri   | 奥尻町   | 142,99      | 2 266            | Okushiri | Landskommun (köping) | Ön Okushiri |
| Otobe      | 乙部町   | 162,59      | 3 223            | Nishi    | Landskommun (köping) | Södra delen |
| Setana     | せたな町 | 638,68      | 6 979            | Kudō     | Landskommun (köping) | Norra delen |